# 高地钩叶藤
高地钩叶藤（学名：Plectocomia himalayana）为棕榈科钩叶藤属下的一个种。其种加词“himalayana”意为“喜马拉雅山脉的”。